# Corydalus cornuta
Corydalus cornuta là một loài côn trùng trong họ Corydalidae thuộc bộ Megaloptera. Loài này được Linnaeus miêu tả năm 1758.